# Front Algérie Française
Il Front de l'Algérie Française o Front Algérie Française, abbreviato in FAF (in italiano, Fronte dell'Algeria Francese) è stato un movimento politico algerino. Fondato nel 1960 ad Algeri dall'algerino Said Boualam, già militare dell'esercito francese, il FAF si opponeva al processo di decolonizzazione messo in atto dal governo di Charles de Gaulle, e sosteneva la causa dell'Algeria francese (Algérie française), ovvero dell'annessione definitiva dell'Algeria alla Francia.
| Controllo di autorità | VIAF (EN) 30145244442774481215 |